# Лінивка білолоба
Лінивка білолоба (Hapaloptila castanea) — вид дятлоподібних птахів родини лінивкових (Bucconidae).

## Поширення
Вид поширений в Колумбії, Еквадорі та Перу. Живе у вологому гірському лісі та прилеглих територіях, на висоті від 700 до 2400 м над рівнем моря.

## Опис
Дрібний птах, завдовжки до 15 см, з кремезним тілом, великою головою та коротким хвостом. Голова сіра. Верхня частина тіла оливково-червона, нижня іржаво-помаранчева. Лоб і горло білі.

## Спосіб життя
Живиться членистоногими, дрібними хребетними і плодами.